# The Putin Interviews
The Putin Interviews es una serie de televisión de 2017 de cuatro episodios de una hora de duración cada uno. La serie fue escrita y dirigida por Oliver Stone, a partir de varias entrevistas del director al presidente de Rusia, Vladímir Putin, entre 2015 y 2017. Durante las cuatro horas de duración del documental, Putin y Stone tocan temáticas relacionadas con los conflictos en Siria y Ucrania, las elecciones presidenciales de Estados Unidos de 2016 o la relación del mandatario ruso con antiguos presidentes estadounidenses como Bill Clinton, George W. Bush y Barack Obama.

## Producción
Mientras se encontraba en Moscú para entrevistar a Edward Snowden —trabajando en la película Snowden—, el director Oliver Stone se puso en contacto con Vladímir Putin y a partir de entonces surgió el proyecto. «Creo que [Putin] conocía mi trabajo y me respetaba. Sabía que lo escucharía de manera justa, que sería capaz de escucharlo», declaró Stone posteriormente. Las entrevistas se llevaron a cabo entre julio de 2015 y febrero de 2017 en el Kremlin de Moscú, en la ciudad de Sochi y en la casa de Putin ubicada en las afueras de Moscú. El resultado final, un documental de cuatro horas de duración, fue montado a partir de dieciocho horas de material grabado.

## Recepción
The Putin Interviews obtuvo un 75 % de críticas positivas en el sitio de web Rotten Tomatoes. En otro sitio de reseñas, Metacritic, el documental recibió un puntaje de 54 sobre 100. Varios medios estadounidenses criticaron a Oliver Stone por ser demasiado «blando» y no desafiar lo suficiente a Putin con sus preguntas. Marlow Stern del sitio de noticias The Daily Beast afirmó que el documental «humaniza a Putin y demoniza a Estados Unidos» y que «Stone no solo no consigue desafiar a Putin sino que fundamentalmente le cede la palabra». Verne Gay del periódico Newsday comentó que «Stone nunca ha simulado ser un periodista imparcial y en este caso tampoco lo hace», y aunque no valoró muy positivamente su trabajo como periodista tuvo en consideración otros aspectos del documental, agregando: «Como conversación que cubre un amplio periodo de la historia, cultura y política rusa refractada a través de la mente del presidente de Rusia, es a menudo notable». La serie fue bien recibida por otros críticos como Ken Tucker de Yahoo TV que elogió el trabajo «flexible» y «persistente» de Stone como entrevistador. Sonia Saraiya de la revista Variety calificó a la serie positivamente y escribió: «The Putin Interviews es un documental desestabilizador que desafía el discurso estadounidense acerca de nosotros mismos y le pide al espectador que se involucre en una conversación con un tema resbaladizo».